# Оман на літніх Олімпійських іграх 2008
Оман брав участь у Літніх Олімпійських іграх 2008 року у Пекіні (Китай) всьоме за свою історію. За спортивну честь країни боролися 4 спортсмени у 3 видах спорту (легка атлетика, стрільба і плавання), але жодної медалі не завоювали. Прапороносцем був Абдулла Аль Булуші. Вперше за всю олімпійську історію Оману його представляла жінка (Buthaina Al-Yaqoubi).